# Schwiederstorf
Schwiederstorfⓘ (niederdeutsch Swiersdörp) ist Teil der Einheitsgemeinde Neu Wulmstorf im Landkreis Harburg im nordöstlichen Niedersachsen in der Metropolregion Hamburg. Die Einwohnerzahl Schwiederstorfs beläuft sich auf ca. 922 Personen.

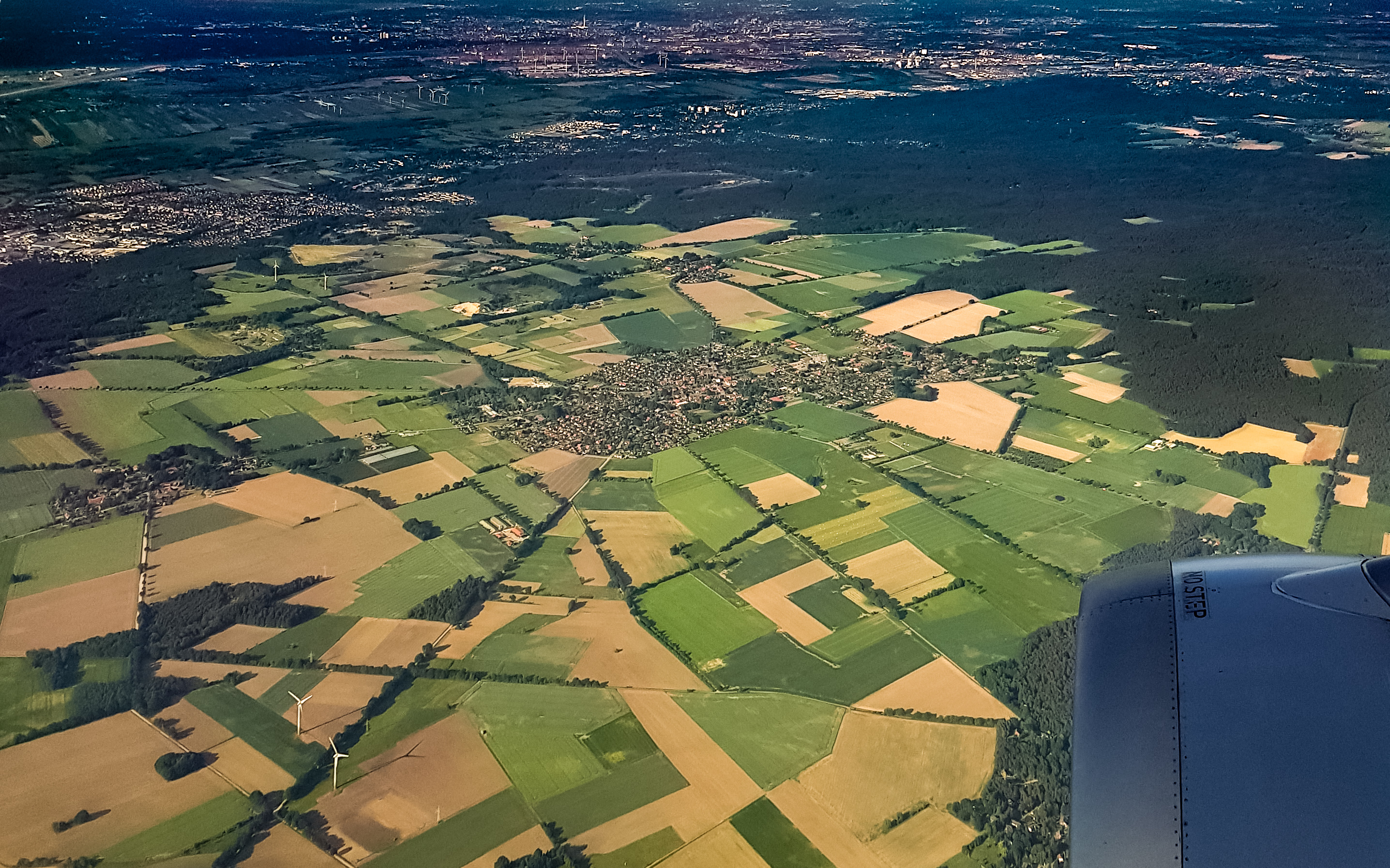
Luftbild Elstorfs, Schwiederstorfs und Ardestorfs mit Neu Wulmstorf und Hamburg im Hintergrund

Die kleine eigentlich namenlose „Schwiederstorf-Siedlung“ befindet sich etwa einen Kilometer östlich des Dorfes im Harburger Forst (Harburger Berge). Obwohl die Entfernung vernachlässigbar ist, hat man den Eindruck es handle sich um zwei Ortsteile, wie z. B. Neu-Wulmstorf-Tempelberg. Etwas weiter südöstlich liegt das Naturdenkmal Karlstein in den Harburger Bergen.
Zusammen mit Elstorf bildet Schwiederstorf in etwa die geographische Mitte der Gemeinde Neu Wulmstorf. Die landwirtschaftliche Prägung Schwiederstorfs hat in den letzten Jahrzehnten stark abgenommen.

## Nachbarortschaften
Im Süden grenzt Schwiederstorf an Elstorf-Bachheide, im Südwesten an Eversen-Heide, im Norden an Daerstorf, im Osten an die Harburger Berge und im Westen an Elstorf. Naturräumlich liegt Schwiederstorf am Übergang der Apenser Lehmgeest (Ortskern) zu den Schwarzen Bergen (Waldsiedlung).

## Geschichte
Schwiederstorf sowie die anderen südlichen Dörfer der Gemeinde sind mehrere hundert Jahre alt. Die erste urkundliche Erwähnung Schwiederstorfs fand im Jahre 1355 statt. 

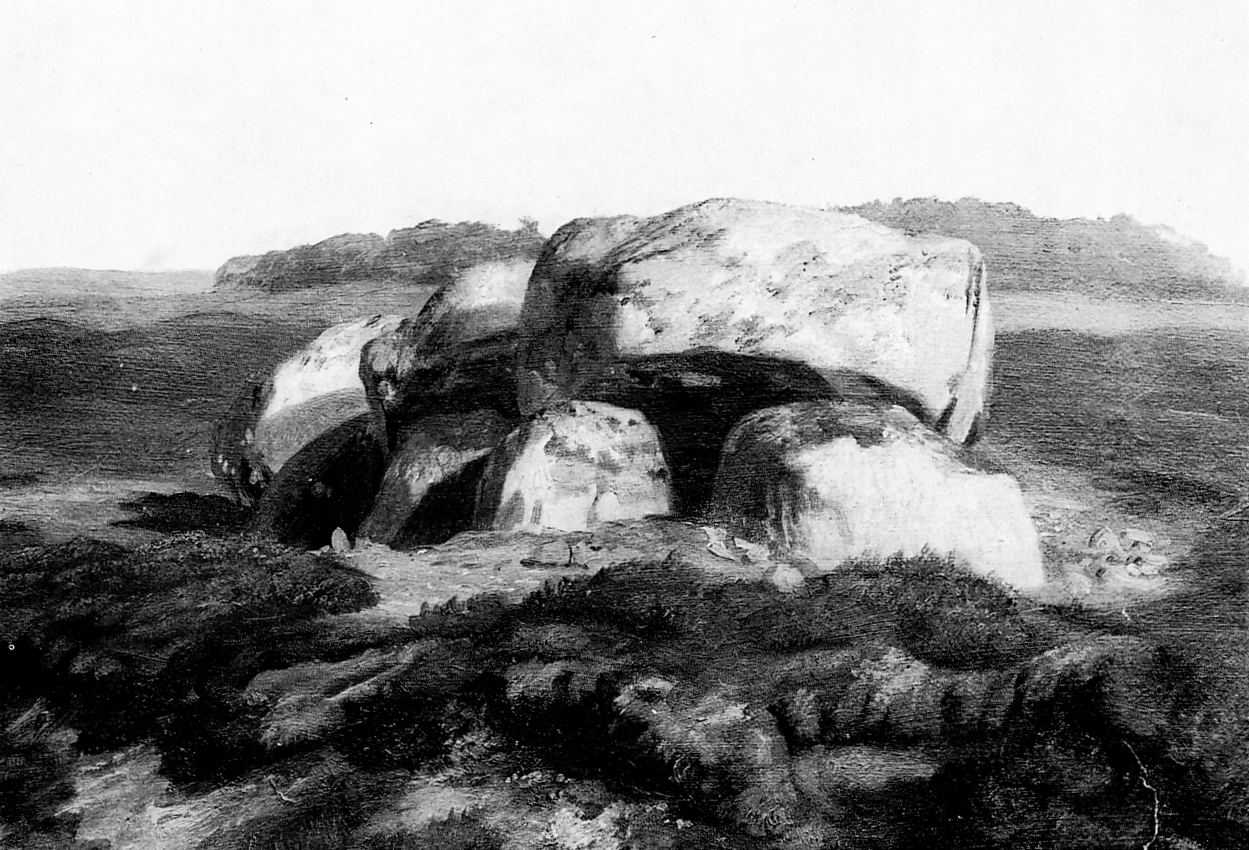
Gemälde des Großsteingrabes Elstorf von Jacob Gensler, 1839

 Spuren der jungsteinzeitlichen Trichterbecherkultur, wie zum Beispiel das 2 km östlich liegende Großsteingrab Elstorf oder das Großsteingrab Daerstorf belegen eine frühere Besiedlung der Umgebung.
Während der Franzosenzeit zählte Schwiederstorf 124 Einwohner und gehörte zum Département des Bouches de l’Elbe. Am 1. Dezember 1910 zählte Schwiederstorf 163 Einwohner.
Elstorf und Schwiederstorf wurden erst kurz vor Kriegsende am Morgen des 20. April 1945 durch die „A-Companie“ der Infanterieeinheit „1st Rifle Brigade“ und die „8th King’s Royal Irish Hussars“ der englische Truppen ohne größere Kampfhandlungen eingenommen. Sie zerstörten Flakstellungen und zogen weiter auf Daerstorf und Wulmstorf, die nach schweren Kämpfen am Nachmittag eingenommen wurden. Die Truppen blieben bis zu Hamburgs Kapitulation am 3. Mai auch in Schwiederstorf stationiert.

## Eingemeindung

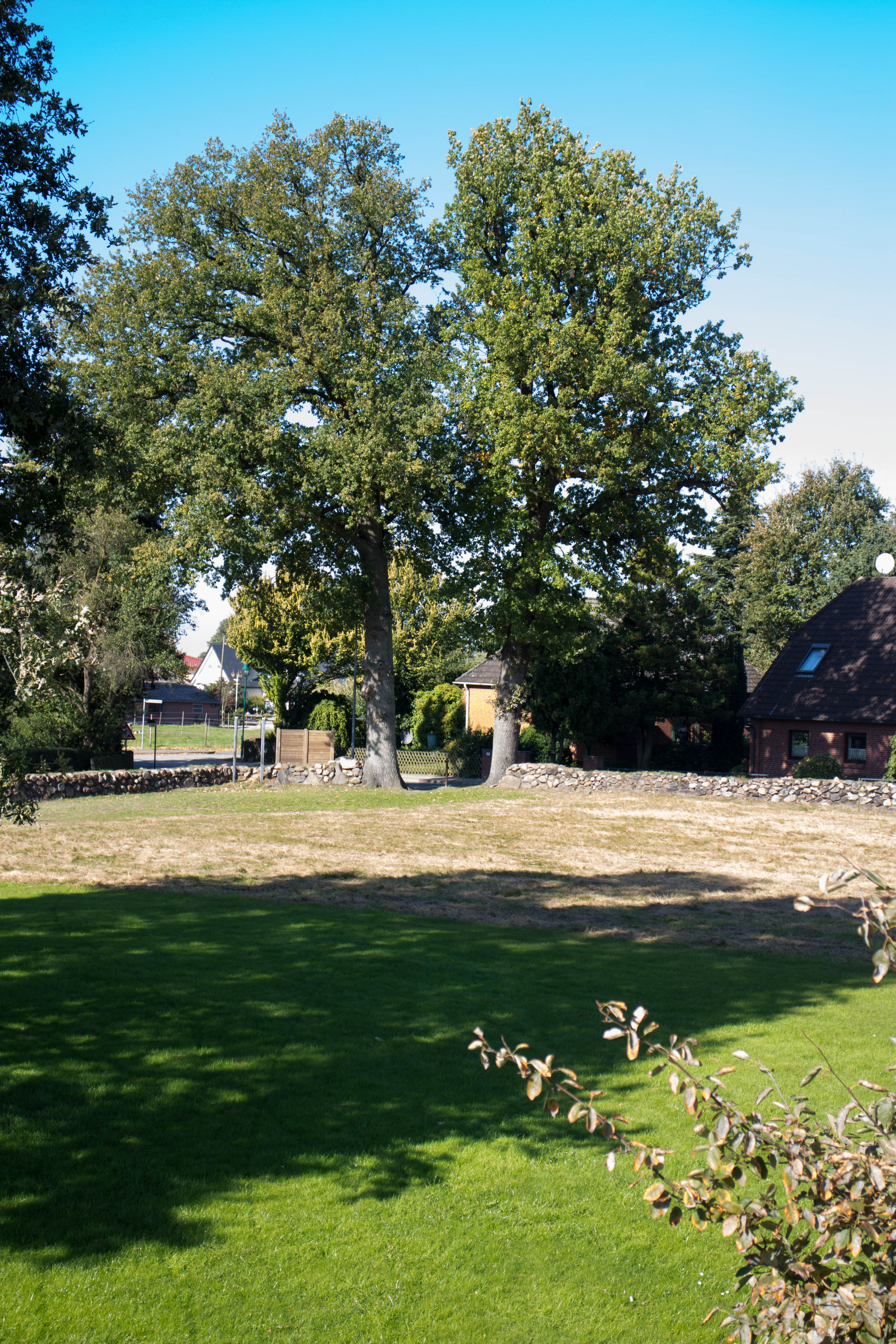
Soodhof Schwiederstorf

Am 1. Juli 1972 wurden die früher selbstständigen Gemeinden Schwiederstorf, Elstorf, Rade und Rübke eingemeindet nachdem sich Daerstorf bereits im Jahre 1970 der Gemeinde Neu Wulmstorf angeschlossen hatte.

## Ortswappen
| Ortswappen Schwiederstorf | Blasonierung: „Im Blau auf goldenem Boden einen silbernen Fildlingsstein mit je vier schwarzen Trittsiegeln eines Pferdes und eines Hundes. Über dem Stein eine goldene Kaiserkrone.“ |
| Ortswappen Schwiederstorf | Das Wappen zeigt den Karlstein und die Reichskrone. In einer Sage wird Karl der Große im Rahmen einer Schlacht gegen die Sachsen mit dem Karstein und der Umgebung in Verbindung gebracht. Es wurde von Rolf Sander aus Nenndorf angefertigt und am 27. August 1977 zum 60. Geburtstag des letzten Schwiederstorfer Bürgermeisters Helmut Cohrs vorgestellt. |

## Einwohnerentwicklung
| Jahr          | 1812 | 1910 | 1925 | 1933 | 1939 | (?) | 2016 |
| ------------- | ---- | ---- | ---- | ---- | ---- | --- | ---- |
| Einwohnerzahl | 124  | 163  | 171  | 174  | 248  | 850 | 922  |

## Politik
Ortsvorsteher der Ortschaft Schwiederstorf ist Heinrich Prigge.

## Natur
Schwiederstorf liegt direkter Nachbarschaft zu folgenden Naturschutzgebieten und Landschaftsschutzgebieten:
- NSG Buchenwälder im Rosengarten
- NSG Fischbeker Heide
- LSG Rosengarten – Kiekeberg – Stuvenwald

## Brauchtum
Bereits seit dem 17. Jahrhundert wird in Schwiederstorf das „Faslam“ gefeiert, welches die norddeutsche Form des Karnevals darstellt, allerdings seinen Ursprung in den Feierlichkeiten der auf den Höfen angestellten Knechte hat.
Das Faslam, welches jedes Jahr im Februar über drei Tage hinweg gefeiert wird, endet am Sonntag mit einem traditionellen Eierschnorren, wobei meist verkleidete Faslamsbrüder und -schwestern mit lauter Musik durch den Ort ziehen und an den Haustüren Eier und Geld sammeln.

## Wirtschaft und Verkehr
Die bahntechnische Anbindung wird in Neu Wulmstorf durch die Bahnstrecke Hamburg-Harburg-Cuxhaven gewährleistet, die seit 2008 bis Stade als Hamburger S-Bahn betrieben wird. Für den Straßenverkehr besteht im Süden der Gemeinde über die Anschlussstelle Rade eine Anbindung an die A 1. Mit der geplanten A 26 von Stade nach Hamburg wird der Ortsteil weiter erschlossen. Weitere Fernverkehrsstraßen sind die Bundesstraße 73 und die Bundesstraße 3. Durch die Busunternehmen HVV und KVG erreicht man innerhalb der Gemeinde jeden Ort.

### Kommunikation
Schwiederstorf ist über DSL mit maximal 100 Mbit/s über Glasfaser (FTTN) erschlossen, der Kommunikationsdienstleister EWE legte im Jahr 2016 in vielen Straßen Glasfaserkabel aus. Kabelfernsehen ist im gesamten Ort nicht vorhanden. Offenes WLAN ist nur sehr begrenzt verfügbar.